# Zhao Jingshen
Zhao Jingshen, född 1902 i Lishui, Zhejiang, död 1985, var en kinesisk författare och översättare. 
Han är känd för betydande bidrag till kinesisk opera och för sina översättningar av H.C. Andersens verk till kinesiska.